# 오천추
오천추(吳千秋, ? ~ ?)는 전한 중기의 제후로, 장사문왕의 현손이다.

## 생애
아버지 오광지의 뒤를 이어 편후(便侯)에 봉해졌다.
원정 5년(기원전 112년), 주금을 법도에 맞지 않게 헌납하여 작위가 박탈되었다.

## 출전
- 사마천, 《사기》
  - 권19 혜경간후자연표
- 반고, 《한서》
  - 권16 고혜고후문공신표

| 선대 아버지 오광지 | 전한의 편후 ? ~ 기원전 112년 | 후대 (봉국 폐지) |